# Noel Counihan

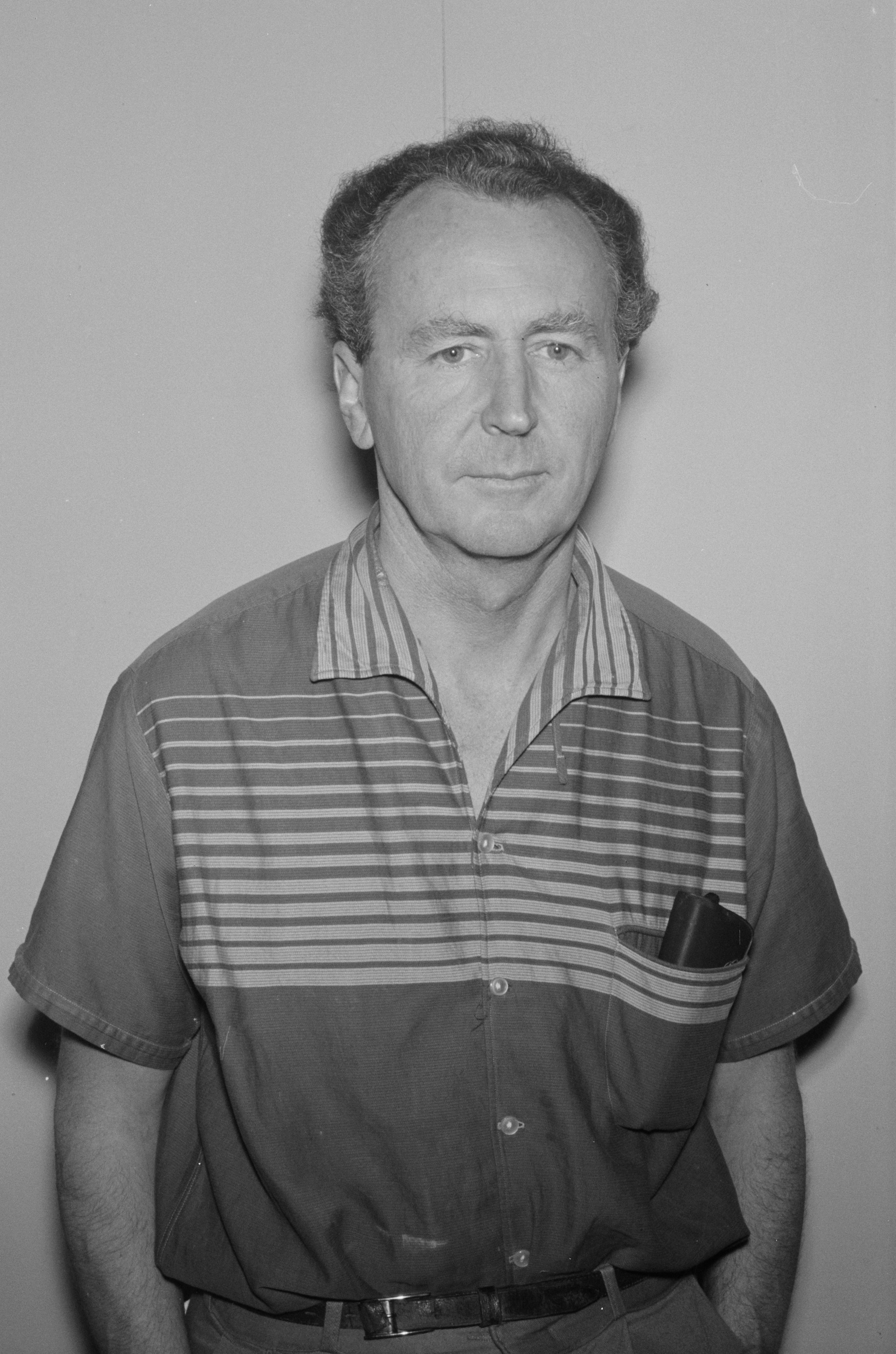
Noel Counihan, Austrália

Noel Counihan (4 de Outubro de 1913 - 5 de Julho de 1986) foi um pintor australiano.
Counihan nasceu no Parque Albert, na época um subúrbio de Melbourne. Em 1928 frequentou a Caulfield Grammar School. Em 1930 e 1931 estudou em part-time na Escola de Artes da Galeria Nacional de Victoria em Melbourne, tendo como professor o pintor Charles Wheeler. Ali conheceu Herbert McClintock e Roy Dalgarno.

## Trabalhos selecionados
- The Cough… stone dust (1947)
- A Metal Pourer (1948)
- Eureka 1854 -1954 linocuts (1954)
- Sunset Dance (1968)
- Image of Lear lithografias (1977)
- Face Im (1978)
- At the Start of the March 1932" (1944)